# 詹俊為
詹俊為（Cheam June Wei，1997年1月23日—），馬來西亞男子羽毛球運動員。

## 簡歷
詹俊为自9歲開始參加羽毛球比賽，並在10歲時（四年級）被校隊錄取，代表北賴中華三校到北海參加學聯羽球賽。至六年級時，已代表馬來西亞在印尼舉辦的東盟小學奧林比克運動會上，贏得雙打冠軍及單打亞軍。
2014年1月，詹俊为从武吉加里尔体育學校升上馬來西亞國家羽毛球隊。
2014年8月，詹俊為代表馬來西亞參加南京舉行的夏季青年奧林匹克運動會羽毛球比賽。在男子單打比賽中，他在小組賽C組取得3戰3勝，以小組首名晉級淘汰賽，但在八強就以1比2（22-20、18-21、12-21）負於印度的阿迪亞·喬希出局。而在混合雙打比賽中，他被抽中與香港的女選手吳芷柔搭檔。他們在小組賽C組取得3戰3勝，以小組首名晉級淘汰賽，並一路殺入決賽，最終以2比0（21-14、23-21）擊敗常山幹太（日本）/李佳馨（台灣），奪得金牌。

## 主要比賽成績
只列出曾進入準決賽的國際賽事成績：
| 年份   | 賽事                         | 公開賽級別 | 項目     | 搭檔   | 成績   |
| ------ | ---------------------------- | ---------- | -------- | ------ | ------ |
| 2014年 | 青年奧林匹克運動會羽毛球比賽 | 其他       | 混合雙打 | 吳芷柔 | 金牌   |
| 2014年 | 越南羽毛球國際系列賽         | 國際系列賽 | 男子單打 | －     | 準決賽 |
| 2016年 | 印度羽毛球國際系列賽         | 國際系列賽 | 男子單打 | －     | 準決賽 |
| 2017年 | 馬來西亞羽毛球國際系列賽     | 國際系列賽 | 男子單打 | －     | 亞軍   |
| 2018年 | 奧地利羽毛球公開賽           | 國際挑戰賽 | 男子單打 | －     | 亞軍   |
| 2018年 | 芬蘭羽毛球公開賽             | 國際挑戰賽 | 男子單打 | －     | 亞軍   |
| 2018年 | 荷蘭羽毛球國際賽             | 國際系列賽 | 男子單打 | －     | 冠軍   |
| 2018年 | 荷蘭羽毛球公開賽             | 超級100賽  | 男子單打 | －     | 亞軍   |
| 2019年 | 馬來西亞羽毛球國際系列賽     | 國際系列賽 | 男子單打 | －     | 亞軍   |
| 2019年 | 馬來西亞羽毛球國際挑戰賽     | 國際挑戰賽 | 男子單打 | －     | 冠軍   |
| 2020年 | 亞洲羽毛球團體錦標賽         | 其他       | 男子團體 | －     | 亞軍   |
| 2022年 | 越南羽毛球公開賽             | 超級100賽  | 男子單打 | －     | 準決賽 |
| 2022年 | 印尼瑪琅羽毛球大師賽         | 超級100賽  | 男子單打 | －     | 亞軍   |
| 2023年 | 古瓦哈蒂羽毛球大師賽         | 超級100賽  | 男子單打 | －     | 準決賽 |
| 2024年 | 湯姆斯盃                     | 其他       | 男子團體 | －     | 季軍   |
| 2024年 | 高雄羽毛球大師賽             | 超級100賽  | 男子單打 | －     | 亞軍   |
| 2024年 | 古瓦哈蒂羽毛球大師賽         | 超級100賽  | 男子單打 | －     | 準決賽 |

| 2007-2017年 | 首要超級賽 | 超級賽 | 黃金大獎賽 | 大獎賽 | 國際挑戰賽 | 國際系列賽 | 未來系列賽 | 其他 |

| 2018-2026年 | 總決賽 | 超級1000賽 | 超級750賽 | 超級500賽 | 超級300賽 | 超級100賽 | 國際挑戰賽 | 國際系列賽 | 未來系列賽 | 其他 |

### 奧運會和世錦賽參賽紀錄
|          | 2021 |
| -------- | ---- |
| 男子單打 | 64強 |